# Monument national à Singapour
Un monument national à Singapour (National monument) est un site, bâtiment ou structure de Singapour qui a été désigné par le National Heritage Board (NHB) comme ayant une valeur historique, traditionnelle, archéologique, architecturale ou artistique particulière. Pour leur importance historique (liée à la Seconde Guerre mondiale, à l'indépendance de Singapour ou à la transformation de l'urbanisme), il n'est pas autorisé de démolir ces bâtiments. La loi sur la préservation des monuments nationaux donne au conseil NHB le pouvoir d'ordonner la préservation de ces sites et de promouvoir la recherche et l'intérêt du public pour ces monuments.
Le NHB est un organisme au sein du gouvernement de Singapour, sous la juridiction du ministère de la Culture, de la Communauté et de la Jeunesse, et il a jusqu'à présent classé depuis 1973 plus de 80 sites, bâtiments et structures (en 2023) en tant que monuments nationaux.

## Listes
- Voir le site NHB Monuments.